# چارلز ال. بنت
چارلز ال. بنت (انگلیسی: Charles L. Bennett؛ زادهٔ ۱۶ نوامبر ۱۹۵۶) ستاره‌شناس، فیزیک‌دان، و استاد اهل ایالات متحده آمریکا است.
وی همچنین برندهٔ جوایزی همچون جایزه کامستاک در فیزیک، نشان ملی علوم، نشان هنری دراپر، جایزه بریکترو در فیزیک بنیادی، و جایزه هاروی شده‌است.